# Pratique du secret

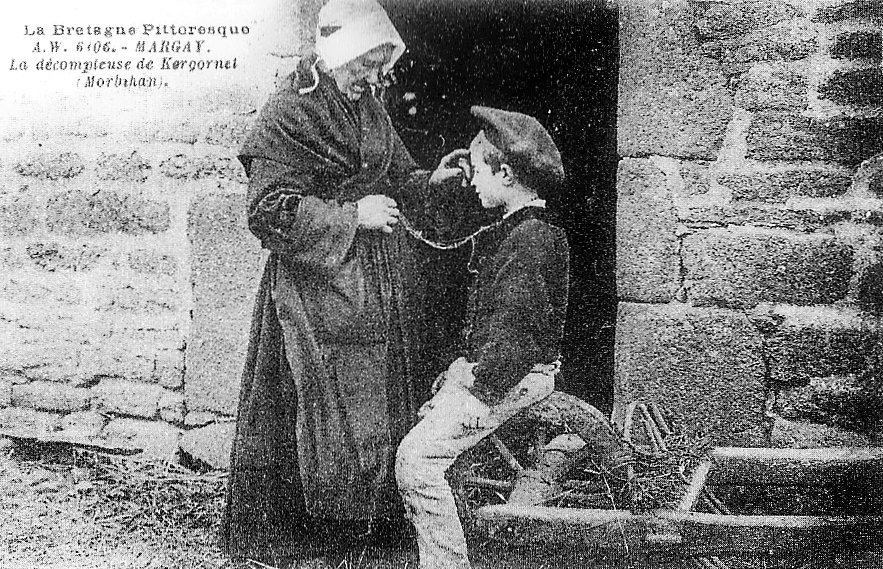
La décompteuse de Kergornet à Gestel (carte postale, vers 1900).

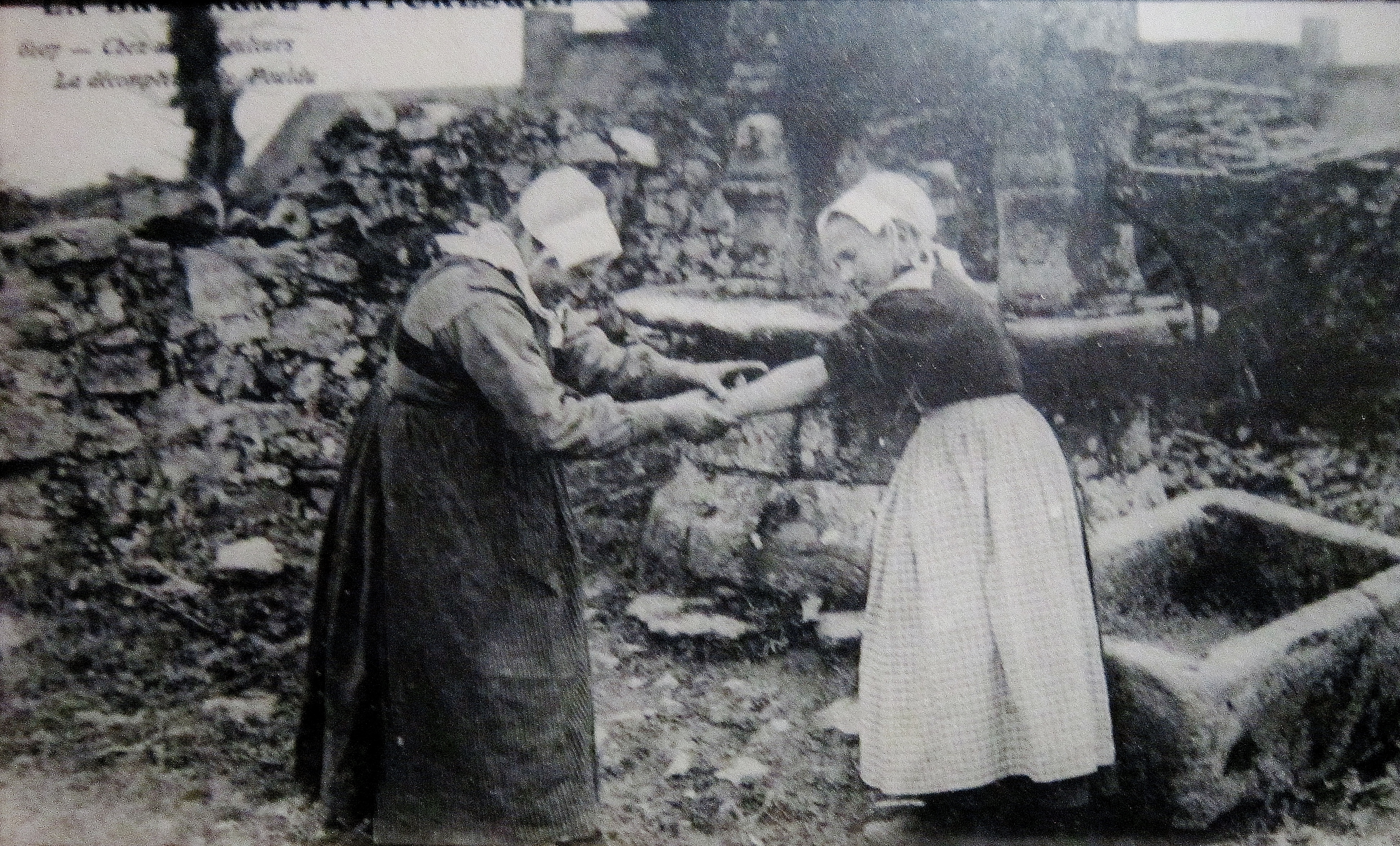
La décompteuse du Pouldu en Bretagne (carte postale, vers 1900).

La pratique du secret, associée au  faiseur de secret, est une forme de médecine traditionnelle diffusée en Europe.

## Description
Supposée remonter à l’Antiquité chrétienne, voire au-delà, elle consiste à soigner certaines affections par une formule, généralement ce qui ressemble à une courte prière mais qui est en fait une évocation : on parle d'une divinité et/ou de saints mais on ne les prie pas puisque c'est la personne qui donne l'ordre à la brûlure, la blessure, l'eczéma, de disparaître. C'est donc elle et non le saint, évoqué et non invoqué, qui agit par le biais de ce qui du coup n'est pas une prière mais une formule magique . Ces paroles sont souvent associés à quelques gestes de la main ou des doigts en direction du corps du patient, par exemple un signe de croix. Le procédé dans son ensemble est appelé un secret parce qu’il ne doit être connu que de son auteur et que sa révélation à un tiers est réputée lui faire perdre son efficacité[source insuffisante].
Ce n'est que peu avant son décès que le faiseur de secret est censé transmettre ce dernier. La transmission se fait traditionnellement à un des descendants ou un autre membre de la famille, mais pas systématiquement[réf. incomplète].
On qualifie les pratiquants de faiseurs de secrets, panseurs de secrets ou encore leveurs de maux. Beaucoup d'entre eux ne se considèrent pas comme des thérapeutes et certains ne guérissent qu'un type de maladie en fonction du secret qu'ils connaissent. C'est notamment le cas des passeurs de feu, coupeurs de feu ou encore barreur de feu dont l'action se limite aux brûlures[source insuffisante].
Une faiseuse de secret habitant Kergornet en Gestel a connu une certaine notoriété aux alentours de 1900. On trouve sa représentation sur plusieurs cartes postales sur lesquelles elle était surnommée la « décompteuse ». Elle prononçait sa formule rapidement, à neuf reprises et sans reprendre haleine, après avoir tracé une croix sur la zone malade avec son pouce gauche préalablement noirci en le frottant contre un trépied ou un chaudron[source insuffisante].

## Distribution
La présence de faiseurs de secrets est attestée dans diverses régions de France, notamment dans le Jura et en Bretagne ; dans de nombreux cantons suisses, en particulier dans le Jura, à Fribourg, en Valais, en Appenzell Rhodes-Intérieures et en Suisse centrale ; ainsi qu'en Italie, en Vallée d'Aoste. Dans son ouvrage Coupeurs de feu et panseurs de secrets, Jean-Luc Caradeau affirme qu’en 2015, il y aurait environ 6 000 faiseurs de secrets en France[réf. incomplète].

## En milieu hospitalier
Dans les années 2010, en France, des hôpitaux travaillent en relation avec des coupeurs de feu afin d'apaiser les douleurs dans des cas de brûlures par le feu et le froid ou de zona, que ce soit dans le cadre des urgences ou de soins de plus longue durée. Ils peuvent aussi accompagner les patients dans la lutte contre le cancer, lors de la radiothérapie et de la chimiothérapie. Lors de ces thérapies, le suivi est quotidien, avec apposition des mains ou par téléphone, et dure généralement un mois,,,,. Ce phénomène est également répandu en Suisse romande. La présence de ces praticiens reste  cependant officieuse, possible seulement dans la mesure où ils ne réclament pas de rémunération. 
Selon une étude réalisée au sein du service d'urgence du CHU de Grenoble, les soignants ont généralement une bonne opinion de l’action des coupeurs de feu, proposent souvent leurs services aux patients et souhaitent une plus grande collaboration avec l'hôpital, alors que l'opinion des médecins généralistes est globalement plus modérée. Des différences analogues se constatent entre les médecins et les autres professionnels de santé du CHU de Lausanne. Certains services, comme celui des grands brûlés du CHU de Grenoble, refusent une technique dont aucune étude scientifique ne valide l'efficacité, tout en admettant des effets surprenants attribués aux effets placebos. En effet, la pratique des leveurs de feu est généralement créditée de « réintégrer du sens » dans la relation entre patient et soignant et son effet symbolique, dont la conséquence directe serait la réduction du stress, pourrait être une des explications de son efficacité.